# Општина Запопан (Халиско)
Запопан (шп. Zapopan) општина је у Мексику у савезној држави Халиско. Општина се налази на надморској висини од 1575 м.

## Становништво
Према подацима из 2010. у општини је живело 1243756 становника.

### Хронологија
| Година       | 2000                      | 2005                      | 2010                      |
| ------------ | ------------------------- | ------------------------- | ------------------------- |
| Становништво | 1001021 (487839 / 513182) | 1155790 (563020 / 592770) | 1243756 (607907 / 635849) |

### Попис
| \| \| м \| \| \| ж \| \| 0—2 \| 32.339 \| \| \| 31.017 \| \| 3—5 \| 34.632 \| \| \| 33.475 \| \| 6—11 \| 71.239 \| \| \| 69.235 \| \| 12—14 \| 34.763 \| \| \| 33.634 \| \| 15—17 \| 36.704 \| \| \| 35.332 \| \| 18—24 \| 85.395 \| \| \| 85.700 \| \| 60+ \| 43.600 \| \| \| 51.312 \| \| Просек : \| 28,8 \| \| \| 30,0 \| |        |  |  |        |
| |        |  |  |        |
| | м      |  |  | ж      |
| 0—2 | 32.339 |  |  | 31.017 |
| 3—5 | 34.632 |  |  | 33.475 |
| 6—11 | 71.239 |  |  | 69.235 |
| 12—14 | 34.763 |  |  | 33.634 |
| 15—17 | 36.704 |  |  | 35.332 |
| 18—24 | 85.395 |  |  | 85.700 |
| 60+ | 43.600 |  |  | 51.312 |
| Просек : | 28,8   |  |  | 30,0   |

| #   | Индикатор                                                                                        | Вредност |
| --- | ------------------------------------------------------------------------------------------------ | -------- |
| 1   | Становништво од 0 до 2 године                                                                    | 63356    |
| 2   | Мушко становништво од 0 до 2 године                                                              | 32339    |
| 3   | Женско становништво од 0 до 2 године                                                             | 31017    |
| 4   | Становништво са 3 и више година                                                                  | 1160968  |
| 5   | Мушко становништво са 3 и више година                                                            | 565839   |
| 6   | Женско становништво са 3 и више година                                                           | 595129   |
| 7   | Становништво са 5 и више година                                                                  | 1115381  |
| 8   | Мушко становништво са 5 и више година                                                            | 542752   |
| 9   | Женско становништво са 5 и више година                                                           | 572629   |
| 10  | Становништво са 12 и више година                                                                 | 952387   |
| 11  | Мушко становништво са 12 и више година                                                           | 459968   |
| 12  | Женско становништво са 12 и више година                                                          | 492419   |
| 13  | Становништво са 15 и више година                                                                 | 883990   |
| 14  | Мушко становништво са 15 и више година                                                           | 425205   |
| 15  | Женско становништво са 15 и више година                                                          | 458785   |
| 16  | Становништво са 18 и више година                                                                 | 811954   |
| 17  | Мушко становништво са 18 и више година                                                           | 388501   |
| 18  | Женско становништво са 18 и више година                                                          | 423453   |
| 19  | Становништво од 3 до 5 година                                                                    | 68107    |
| 20  | Мушко становништво од 3 до 5 година                                                              | 34632    |
| 21  | Женско становништво од 3 до 5 година                                                             | 33475    |
| 22  | Становништво од 6 до 11 година                                                                   | 140474   |
| 23  | Мушко становништво од 6 до 11 година                                                             | 71239    |
| 24  | Женско становништво од 6 до 11 година                                                            | 69235    |
| 25  | Становништво од 8 до 14 година                                                                   | 162649   |
| 26  | Мушко становништво од 8 до 14 година                                                             | 82557    |
| 27  | Женско становништво од 8 до 14 година                                                            | 80092    |
| 28  | Становништво од 12 до 14 година                                                                  | 68397    |
| 29  | Мушко становништво од 12 до 14 година                                                            | 34763    |
| 30  | Женско становништво од 12 до 14 година                                                           | 33634    |
| 31  | Становништво од 15 до 17 година                                                                  | 72036    |
| 32  | Мушко становништво од 15 до 17 година                                                            | 36704    |
| 33  | Женско становништво од 15 до 17 година                                                           | 35332    |
| 34  | Становништво од 18 до 24 године                                                                  | 171095   |
| 35  | Мушко становништво од 18 до 24 године                                                            | 85395    |
| 36  | Женско становништво од 18 до 24 године                                                           | 85700    |
| 37  | Женско становништво од 15 до 49 година                                                           | 352441   |
| 38  | Становништво са 60 и више година                                                                 | 94912    |
| 39  | Мушко становништво са 60 и више година                                                           | 43600    |
| 40  | Женско становништво са 60 и више година                                                          | 51312    |
| 41  | Однос између мушкараца и жена                                                                    | 95.61    |
| 42  | Становништво од нуле до 14 година                                                                | 340334   |
| 43  | Становништво од 15 до 64 године                                                                  | 823887   |
| 44  | Становништво од 65 година и више                                                                 | 60103    |
| 45  | Просечан број деце                                                                               | 2.04     |
| 46  | Становништво рођено у ентитету                                                                   | 974075   |
| 47  | Мушко становништво рођено у ентитету                                                             | 477234   |
| 48  | Женско становништво рођено у ентитету                                                            | 496841   |
| 49  | Становништво рођено у другом ентитету                                                            | 233896   |
| 50  | Мушко становништво рођено у другом ентитету                                                      | 112499   |
| 51  | Женско становништво рођено у другом ентитету                                                     | 121397   |
| 52  | Становништво од 5 година и више резидентно у ентитету у јуну 2005. године                        | 1052987  |
| 53  | Мушко становништво старосног доба од 5 година и више, резидентно у ентитету у јуну 2005. године  | 510254   |
| 54  | Женско становништво старосног доба од 5 и више година, резидентно у ентитету у јуну 2005. године | 542733   |
| 55  | Становништво од 5 година и више које је живело у другом ентитету у јуну 2005. године             | 44188    |
| 56  | Мушко становништво старије од 5 година које је живело у другом ентитету у јуну 2005. године      | 22241    |
| 57  | Женско становништво старије од 5 година које је живело у другом ентитету у јуну 2005. године     | 21947    |
| 58  | Становништво од 3 године и више које говори аутохтони језик                                      | 12498    |
| 59  | Мушко становништво старо 3 године и више које говори аутохтони језик                             | 5963     |
| 60  | Женско становништво старо 3 године и више које говори аутохтони језик                            | 6535     |
| 61  | Становништво од 3 године и више које говори аутохтони језик и не говори шпански језик            | 35       |
| 62  | Мушко становништво старо 3 године и више које говори аутохтони језик и не говори шпански         | 13       |
| 63  | Женско становништво старо 3 године и више које говори аутохтони језик и не говори шпански језик  | 22       |
| 64  | Становништво старо 3 године и више које говори аутохтони језик и шпански                         | 9737     |
| 65  | Мушко становништво старо 3 године и више које говори аутохтони језик и шпански                   | 4626     |
| 66  | Женско становништво старо 3 године и више које говори аутохтони језик и шпански                  | 5111     |
| 67  | Становништво од 5 година и више које говори аутохтони језик                                      | 12339    |
| 68  | Становништво од 5 година и више које говори аутохтони језик и не говори шпански језик            | 30       |
| 69  | Становништво од 5 година и више које говори аутохтони језик и говори шпански језик               | 9643     |
| 70  | Становништво у домородачким домаћинствима                                                        | 22155    |
| 71  | Становништво са ограничењима у активностима                                                      | 35569    |
| 72  | Становништво са ограниченим ходањем или кретањем, горе или доле                                  | 19695    |
| 73  | Становници са ограничењима вида, чак и уз кориштење сочива                                       | 9021     |
| 74  | Становништво са ограничењима говора, комуникације или конверзације                               | 3251     |
| 75  | Становништво са ограниченим слухом                                                               | 3577     |
| 76  | Становништво са ограничењима при одевању, купању или јелу                                        | 2267     |
| 77  | Становништво са ограничењима у опажању или учењу једноставних ствари                             | 2331     |
| 78  | Становништво са менталним ограничењима                                                           | 4719     |
| 79  | Становништво без ограничења активности                                                           | 1179002  |
| 80  | Становништво од 3 до 5 година које не похађа школу                                               | 25308    |
| 81  | Мушко становништво од 3 до 5 година које не похађа школу                                         | 12810    |
| 82  | Женско становништво од 3 до 5 година које не похађа школу                                        | 12498    |
| 83  | Становништво од 6 до 11 година које не похађа школу                                              | 4203     |
| 84  | Мушко становништво од 6 до 11 година које не похађа школу                                        | 2308     |
| 85  | Женско становништво од 6 до 11 година које не похађа школу                                       | 1895     |
| 86  | Становништво од 12 до 14 година које не похађа школу                                             | 5188     |
| 87  | Мушко становништво од 12 до 14 година које не похађа школу                                       | 2906     |
| 88  | Женско становништво од 12 до 14 година које не похађа школу                                      | 2282     |
| 89  | Становништво од 15 до 17 година похађа школу                                                     | 50315    |
| 90  | Мушко становништво од 15 до 17 година похађа школу                                               | 24989    |
| 91  | Женско становништво између 15 и 17 година живота у школи                                         | 25326    |
| 92  | Становништво од 18 до 24 године похађа школу                                                     | 63925    |
| 93  | Мушко становништво од 18 до 24 године похађа школу                                               | 32804    |
| 94  | Женско становништво од 18 до 24 године похађа школу                                              | 31121    |
| 95  | Становништво од 8 до 14 година које не може да чита и пише                                       | 3036     |
| 96  | Мушко становништво старосног доба од 8 до 14 година које не може да чита и пише                  | 1777     |
| 97  | Женско становништво старосног доби од 8 до 14 година које не може да чита и пише                 | 1259     |
| 98  | Становништво од 15 година и више које је неписмено                                               | 20194    |
| 99  | Мушко становништво од 15 година и више које је неписмено                                         | 8736     |
| 100 | Женско становништво од 15 година и више које је неписмено                                        | 11458    |
| 101 | Становништво старо 15 и више година без школовања                                                | 29269    |
| 102 | Мушко становништво старо 15 и више година без школовања                                          | 13188    |
| 103 | Женско становништво старо 15 и више година без школовања                                         | 16081    |
| 104 | Становништво старосног доба 15 и више година са непотпуним основним образовањем                  | 68728    |
| 105 | Мушко становништво старосног доба од 15 година и више са непотпуном основним образовањем         | 31825    |
| 106 | Женско становништво старосног доба 15 и више година са непотпуном основним образовањем           | 36903    |
| 107 | Становништво старо 15 и више година са комплетним основним образовањем                           | 114974   |
| 108 | Мушко становништво старо 15 година и више са комплетним основним образовањем                     | 52388    |
| 109 | Женско становништво старо 15 и више година са комплетним основним образовањем                    | 62586    |
| 110 | Становништво старосног доба 15 и више година са непотпуним средњим образовањем                   | 44896    |
| 111 | Мушко становништво старосног доба од 15 година и више са непотпуним средњим образовањем          | 24467    |
| 112 | Женско становништво старосног доба од 15 година и више са непотпуним средњим образовањем         | 20429    |
| 113 | Становништво старо 15 и више година са пуним секундарном образовањем                             | 168594   |
| 114 | Мушко становништво старосног доба од 15 година и више са пуним секундарном образовањем           | 81013    |
| 115 | Женско становништво старосног доба од 15 година и више са пуним секундарном образовањем          | 87581    |
| 116 | Становништво старије од 18 година са постосновним образовањем                                    | 422310   |
| 117 | Мушко становништво старије од 18 година са постосновним образовањем                              | 207545   |
| 118 | Женско становништво старије од 18 година са постосновним образовањем                             | 214765   |
| 119 | Просечна оцена школовања                                                                         | 10.38    |
| 120 | Просечан ниво образовања мушке популације                                                        | 10.57    |
| 121 | Просечан ниво образовања женског становништва                                                    | 10.21    |
| 122 | Економски активно становништво                                                                   | 562233   |
| 123 | Економски активна мушка популација                                                               | 343935   |
| 124 | Економски активна женска популација                                                              | 218298   |
| 125 | Становништво које није економски активно                                                         | 385916   |
| 126 | Мушко становништво које није економски активно                                                   | 113775   |
| 127 | Женско становништво које није економски активно                                                  | 272141   |
| 128 | Запослено становништво                                                                           | 542497   |
| 129 | Запослено мушко становништво                                                                     | 329517   |
| 130 | Запослено женско становништво                                                                    | 212980   |
| 131 | Незапослена популација                                                                           | 19736    |
| 132 | Незапослена мушка популација                                                                     | 14418    |
| 133 | Незапослена женска популација                                                                    | 5318     |
| 134 | Становништво без права на здравствене услуге                                                     | 405232   |
| 135 | Становништво које има право на здравствене услуге                                                | 815577   |
| 136 | Становништво које има право на ИМСС                                                              | 585709   |
| 137 | Становништво које има право на социјално осигурање                                               | 33998    |
| 138 | Становништво које има право на државно социјално осигурање                                       | 1247     |
| 139 | Становништво које има право на опште осигурање или здравствено осигурање за нову генерацију      | 110677   |
| 140 | Становништво које је било једном или није било у браку током 12 година и више                    | 371589   |
| 141 | Венчано или уједињено становништво од 12 година и више                                           | 496324   |
| 142 | Становништво које је било у браку или уједињено 12 година и више                                 | 82081    |
| 143 | Становништво са католичком религијом                                                             | 1124303  |
| 144 | Протестанти, еванђелисти и библијски следбеници различити од еванђелиста                         | 58692    |
| 145 | Становништво са другим религијама различитим од претходних                                       | 1636     |
| 146 | Становништво без религије                                                                        | 28741    |
| 147 | Укупно пописаних домаћинства                                                                     | 311046   |
| 148 | Пописна домаћинства на челу са мушкарцима                                                        | 233014   |
| 149 | Пописна домаћинства на челу са женама                                                            | 78032    |
| 150 | Становништво у пописним домаћинствима                                                            | 1220612  |
| 151 | Становништво у пописним домаћинствима на челу са мушкарцима                                      | 959849   |
| 152 | Становништво у пописним домаћинствима на челу са женама                                          | 260763   |
| 153 | Укупно домаћинстава                                                                              | 374790   |
| 154 | Укупно насељених домаћинстава                                                                    | 317419   |
| 155 | Укупно приватних кућа                                                                            | 368417   |
| 156 | Насељени приватни домови                                                                         | 311046   |
| 157 | Укупно насељених приватних кућа                                                                  | 317297   |
| 158 | Ненасељене приватне куће                                                                         | 43270    |
| 159 | Појединачна домаћинства за привремену употребу                                                   | 14101    |
| 160 | Становници у насељеним приватним кућама                                                          | 1220612  |
| 161 | Насељеност станара у приватним становима                                                         | 3.92     |
| 162 | Просечно становника по соби у приватним насељеним домаћинствима                                  | 0.9      |
| 163 | Појединачна домаћинства са подовима од различитих материјала од земље                            | 299438   |
| 164 | Појединачна домаћинства у приземљу                                                               | 8649     |
| 165 | Појединачна домаћинства са једном спаваћом собом                                                 | 67067    |
| 166 | Појединачна домаћинства са две спаваће собе и више                                               | 242533   |
| 167 | Појединачна домаћинства са једним собом                                                          | 8871     |
| 168 | Појединачна домаћинства са две собе                                                              | 26343    |
| 169 | Појединачна домаћинства са 3 собе и више                                                         | 273935   |
| 170 | Појединачна домаћинства која имају електрично светло                                             | 309578   |
| 171 | Појединачна домаћинства која немају електрично светло                                            | 595      |
| 172 | Појединачна домаћинства која имају водоводну воду у стамбеном простору                           | 297591   |
| 173 | Појединачна домаћинства која немају водоводну воду у стамбеном простору                          | 11617    |
| 174 | Појединачна домаћинства која имају тоалет                                                        | 308363   |
| 175 | Појединачна домаћинства која имају канализацију                                                  | 307859   |
| 176 | Појединачна домаћинства која немају канализацију                                                 | 1243     |
| 177 | Појединачна домаћинства која имају електрично светло, довод воде из јавне мреже и канализацију   | 296157   |
| 178 | Појединачна домаћинства без икаквих услова                                                       | 518      |
| 179 | Појединачна домаћинства која имају радио                                                         | 281343   |
| 180 | Појединачна домаћинства која имају телевизор                                                     | 305987   |
| 181 | Појединачна домаћинства која имају фрижидер                                                      | 297394   |
| 182 | Појединачна домаћинства која имају машину за веш                                                 | 267438   |
| 183 | Појединачна домаћинства која имају аутомобил или комби                                           | 208632   |
| 184 | Појединачна домаћинства која имају рачунар                                                       | 169122   |
| 185 | Појединачна домаћинства која имају фиксну телефонску линију                                      | 216121   |
| 186 | Појединачна домаћинства која имају мобилни телефон                                               | 267434   |
| 187 | Појединачна домаћинства која имају приступ интернету                                             | 138986   |